# Primii 100 de intelectuali ai lumii
În 2005 și 2008 revistele Prospect Magazine și Foreign Policy au efectuat un sondaj pentru a da publicității o listă cu primii 100 de intelectuali ai lumii. Lista a fost alcătuită pe baza a peste 20 000 de voturi ale cititoarelor și cititorilor.
Printre criteriile includerii pe listă a fost și acela ca persoanele respective să fie active în dezbaterile publice actuale.
Structura listei pare să confirme o deplasare a centrelor de maximă efervescență intelectuală către partea de nord a continentului american. Relativ puțini dintre intelectualii de vârf ai lumii mai locuiesc în 2005 la Paris. Aproximativ 40% provin din SUA și Canada. Doar 25% sunt europeni. 22% sunt din Orient.

## Lista din 2008
Următorii sunt cei care au fost incluși în lista din 2008.
1. Fethullah Gulen
2. Muhammad Yunus
3. Yusuf al-Qaradawi
4. Orhan Pamuk
5. Aitzaz Ahsan
6. Amr Khaled
7. Abdolkarim Soroush
8. Tariq Ramadan
9. Mahmood Mamdani
10. Shirin Ebadi
11. Noam Chomsky
12. Al Gore
13. Bernard Lewis
14. Umberto Eco
15. Ayaan Hirsi Ali
16. Amartya Sen
17. Fareed Zakaria
18. Garry Kasparov
19. Richard Dawkins
20. Mario Vargas Llosa
21. Lee Smolin
22. Jürgen Habermas
23. Salman Rushdie
24. Sari Nusseibeh
25. Slavoj Žižek
26. Václav Havel
27. Christopher Hitchens
28. Samuel Huntington
29. Peter Singer
30. Paul Krugman
31. Jared Diamond
32. Papa Benedict al XVI-lea
33. Fan Gang
34. Michael Ignatieff
35. Fernando Henrique Cardoso
36. Lilia Shevtsova
37. Charles Taylor
38. Martin Wolf
39. E.O. Wilson
40. Thomas Friedman
41. Bjørn Lomborg
42. Daniel Dennett
43. Francis Fukuyama
44. Ramachandra Guha
45. Tony Judt
46. Steven Levitt
47. Nouriel Roubini
48. Jeffrey Sachs
49. Wang Hui
50. V.S. Ramachandran
51. Drew Gilpin Faust
52. Lawrence Lessig
53. J.M. Coetzee
54. Fernando Savater
55. Wole Soyinka
56. Yan Xuetong
57. Steven Pinker
58. Alma Guillermoprieto
59. Sunita Narain
60. Anies Baswedan
61. Michael Walzer
62. Niall Ferguson
63. George Ayittey
64. Ashis Nandy
65. David Petraeus
66. Olivier Roy
67. Lawrence Summers
68. Martha Nussbaum
69. Robert Kagan
70. James Lovelock
71. J. Craig Venter
72. Amos Oz
73. Samantha Power
74. Lee Kuan Yew
75. Hu Shuli
76. Kwame Anthony Appiah
77. Malcolm Gladwell
78. Alexander de Waal
79. Gianni Riotta
80. Daniel Barenboim
81. Therese Delpech
82. William Easterly
83. Minxin Pei
84. Richard Posner
85. Ivan Krastev
86. Enrique Krauze
87. Anne Applebaum
88. Rem Koolhaas
89. Jacques Attali
90. Paul Collier
91. Esther Duflo
92. Michael Spence
93. Robert Putnam
94. Harold Varmus
95. Howard Gardner
96. Daniel Kahneman
97. Yegor Gaidar
98. Neil Gershenfeld
99. Alain Finkielkraut
100. Ian Buruma

## Lista din 2005
Iată lista primilor 100 de intelectuali ai lumii în 2005 (în paranteză este numărul de voturi primite):
1. Noam Chomsky (4827)
2. Umberto Eco (2464)
3. Richard Dawkins (2188)
4. Václav Havel (1990)
5. Christopher Hitchens (1844)
6. Paul Krugman (1746)
7. Jürgen Habermas (1639)
8. Amartya Sen (1590)
9. Jared Diamond (1499)
10. Salman Rushdie (1468)
11. Naomi Klein (1378)
12. Shirin Ebadi (1309)
13. Hernando de Soto (1202)
14. Bjørn Lomborg (1141)
15. Abdolkarim Soroush (1114)
16. Thomas Friedman (1049)
17. Papa Benedict al XVI-lea (1046)
18. Eric Hobsbawm (1037)
19. Paul Wolfowitz (1028)
20. Camille Paglia (1013)
21. Francis Fukuyama (883)
22. Jean Baudrillard (858)
23. Slavoj Zizek (840)
24. Daniel Dennett (832)
25. Freeman Dyson (823)
26. Steven Pinker (812)
27. Jeffrey Sachs (810)
28. Samuel Huntington (805)
29. Mario Vargas Llosa (771)
30. Ali al-Sistani (768)
31. Edward O. Wilson (742)
32. Richard Posner (740)
33. Peter Singer (703)
34. Bernard Lewis (660)
35. Fareed Zakaria (634)
36. Gary Becker (630)
37. Michael Ignatieff (610)
38. Chinua Achebe (585)
39. Anthony Giddens (582)
40. Lawrence Lessig (565)
41. Richard Rorty (562)
42. Jagdish Bhagwati (561)
43. Fernando Henrique Cardoso (556)
44. J.M. Coetzee (548)
45. Niall Ferguson (548)
46. Ayaan Hirsi Ali (546)
47. Steven Weinberg (507)
48. Julia Kristeva (487)
49. Germaine Greer (471)
50. Antonio Negri (452)
51. Rem Koolhaas (429)
52. Timothy Garton Ash (428)
53. Martha Nussbaum (422)
54. Orhan Pamuk (393)
55. Clifford Geertz (388)
56. Yusuf al-Qaradawi (382)
57. Henry Louis Gates Jr. (379)
58. Tariq Ramadan (372)
59. Amos Oz (358)
60. Larry Summers (351)
61. Hans Küng (344)
62. Robert Kagan (339)
63. Paul Kennedy (334)
64. Daniel Kahneman (312)
65. Sari Nusseibeh (297)
66. Wole Soyinka (296)
67. Kemal Derviş (295)
68. Michael Walzer (279)
69. Gao Xingjian (277)
70. Howard Gardner (273)
71. James Lovelock (268)
72. Robert Hughes (259)
73. Ali Mazrui (251)
74. Craig Venter (244)
75. Martin Rees (242)
76. James Q. Wilson (229)
77. Robert Putnam (221)
78. Peter Sloterdijk (217)
79. Sergei Karaganov (194)
80. Sunita Narain (186)
81. Alain Finkielkraut (185)
82. Fan Gang (180)
83. Florence Wambugu (159)
84. Gilles Kepel (156)
85. Enrique Krauze (144)
86. Ha Jin (129)
87. Neil Gershenfeld (120)
88. Paul Ekman (118)
89. Jaron Lanier (117)
90. Gordon Conway (90)
91. Pavol Demes (88)
92. Elaine Scarry (87)
93. Robert Cooper (86)
94. Harold Varmus (85)
95. Pramoedya Ananta Toer (84)
96. Zheng Bijian (76)
97. Kenichi Ohmae (68)
98. Wang Jisi (59)
99. Kishore Mahbubani (59)
100. Shintaro Ishihara (57)

### Lista suplimentară
Persoanele care au votat au avut la dispoziție bonus ball pentru a alcătui o listă suplimentară a marilor intelectuali ai lumii. Cel puțin unii dintre cei de pe lista suplimentară n-ar fi putut fi pe lista principală din pricina criteriilor adoptate la alcătuirea ei. De pildă, Milton Freidman nu mai era considerat a fi, în 2005, printre cei angajați activ în dezbaterea publică.
1. Milton Friedman
2. Stephen Hawking
3. Arundhati Roy
4. Howard Zinn
5. Bill Clinton
6. Joseph Stiglitz
7. Johan Norberg
8. Dalai Lama
9. Thomas Sowell
10. Cornel West
11. Nelson Mandela
12. Gore Vidal
13. Mohammad Khatami
14. John Ralston Saul
15. George Monbiot
16. Judith Butler
17. Victor Davis Hanson
18. Gabriel García Márquez
19. Bono
20. Harold Bloom

### Critici
Ca orice sondaj și acesta a fost suspectat. Unii au apreciat că limba și naționalitatea au fost un factor ce a distorsionat rezultatul. De asemenea, numărul femeilor (doar 10) a fost considerat prea mic. David Herman a apreciat că lista are o structură cu totul diferită decât ar fi avut-o în urmă cu decenii, prin 1975 sau 1980.